# マセル
マセル（英語: Maseru）は、レソトの首都。マセル県の県都。同国最大の都市であり、カレドン川の河岸に位置する。

## 概要
レソト西部、南アフリカ共和国との国境から僅か2kmで、標高1,600mの高原にある。同国の商業の中心地。人口は20.2万人（2018年推計）。

## 気候
マセルは亜熱帯高地気候でケッペンの気候区分のCwbに属する。12月～3月の夏季は平均気温22 ℃と暖かく雨が多い。6月～9月の冬季は同じく9 ℃で寒く乾燥する。氷点下になることもある。1月の降水量は111mm、7月は3mmである。
| マセルの気候               | マセルの気候 | マセルの気候 | マセルの気候 | マセルの気候 | マセルの気候 | マセルの気候 | マセルの気候 | マセルの気候 | マセルの気候 | マセルの気候 | マセルの気候 | マセルの気候 | マセルの気候 |
| 月                         | 1月          | 2月          | 3月          | 4月          | 5月          | 6月          | 7月          | 8月          | 9月          | 10月         | 11月         | 12月         | 年           |
| -------------------------- | ------------ | ------------ | ------------ | ------------ | ------------ | ------------ | ------------ | ------------ | ------------ | ------------ | ------------ | ------------ | ------------ |
| 平均最高気温 °C （°F）     | 28 (82)      | 27 (81)      | 24 (75)      | 21 (70)      | 18 (64)      | 16 (61)      | 16 (61)      | 19 (66)      | 23 (73)      | 24 (75)      | 26 (79)      | 27 (81)      | 22.4 (72.3)  |
| 平均最低気温 °C （°F）     | 15 (59)      | 14 (57)      | 12 (54)      | 8 (46)       | 4 (39)       | 1 (34)       | 1 (34)       | 2 (36)       | 6 (43)       | 9 (48)       | 11 (52)      | 13 (55)      | 8 (46.4)     |
| 降水量 mm （inch）         | 111 (4.37)   | 100 (3.94)   | 85 (3.35)    | 39 (1.54)    | 20 (0.79)    | 7 (0.28)     | 3 (0.12)     | 13 (0.51)    | 27 (1.06)    | 75 (2.95)    | 88 (3.46)    | 92 (3.62)    | 660 (25.98)  |
| 出典：World Climate Guide. |              |              |              |              |              |              |              |              |              |              |              |              |              |

## 歴史
1869年、ソト族の王モショエショエ1世が都として創建。かつてイギリスの保護領バストランドの主都。独立とともに首都。

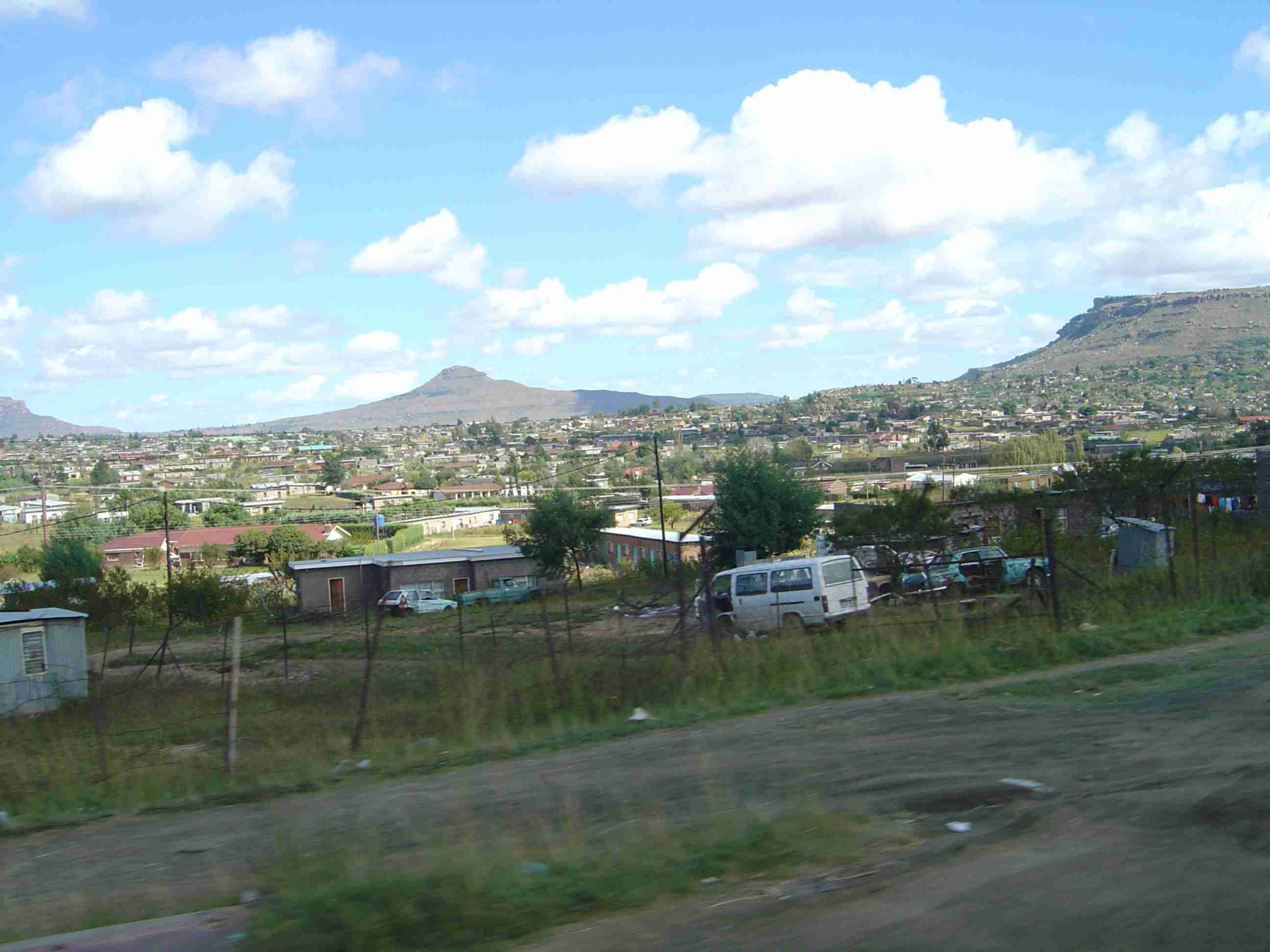
マセル市街（2006年4月撮影）
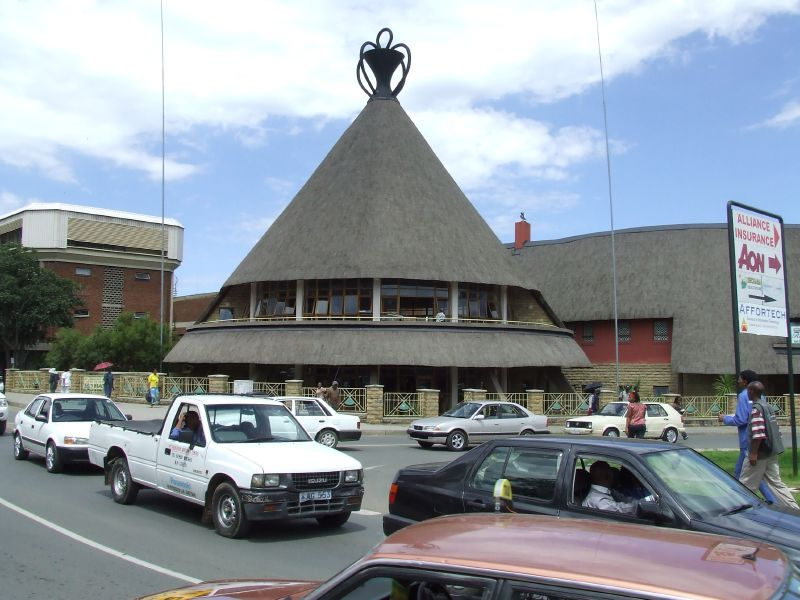
Basotho Hat Shop（2006年3月2日午後撮影）
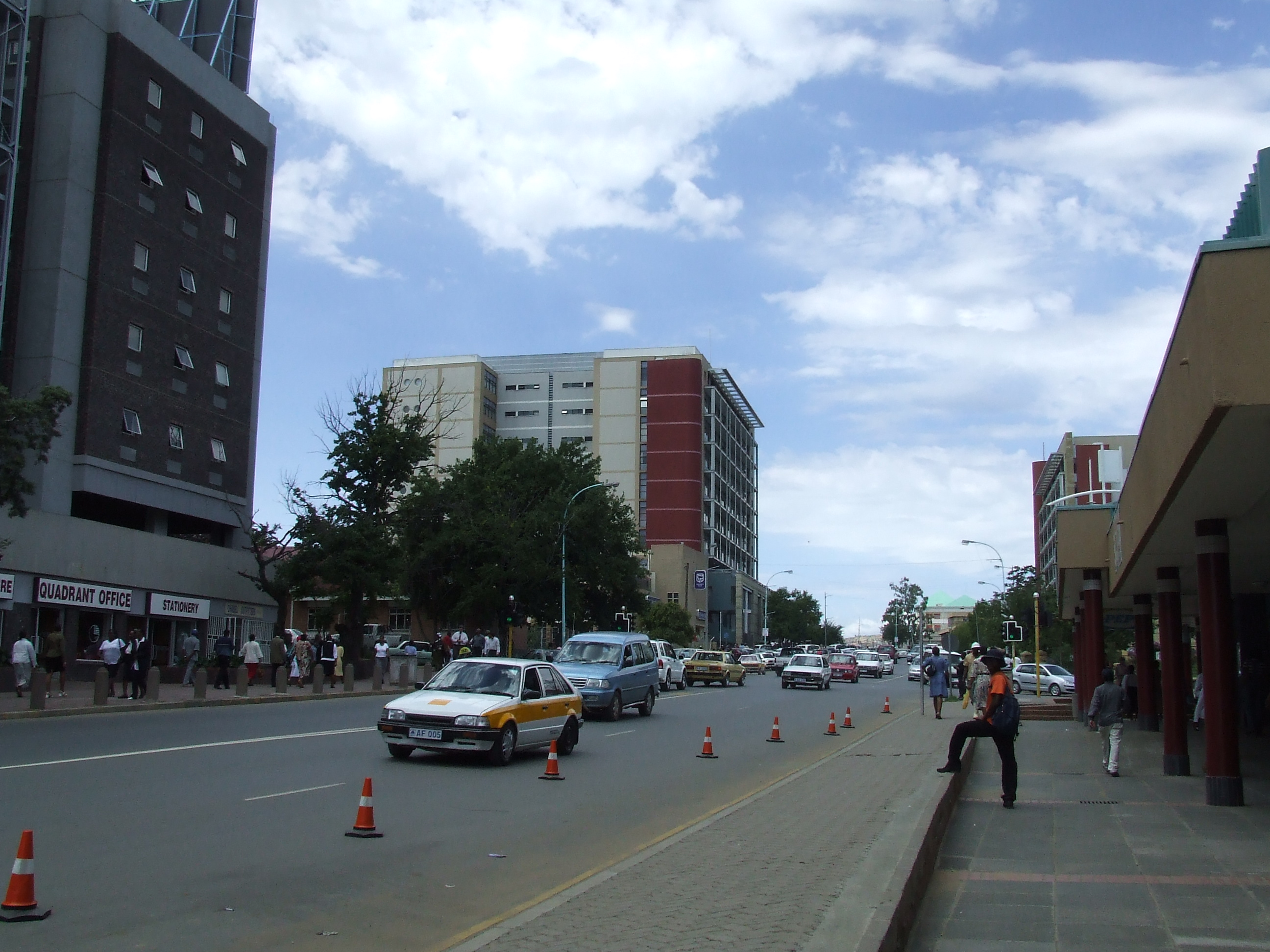
キングス通り（2006年3月2日午後撮影）
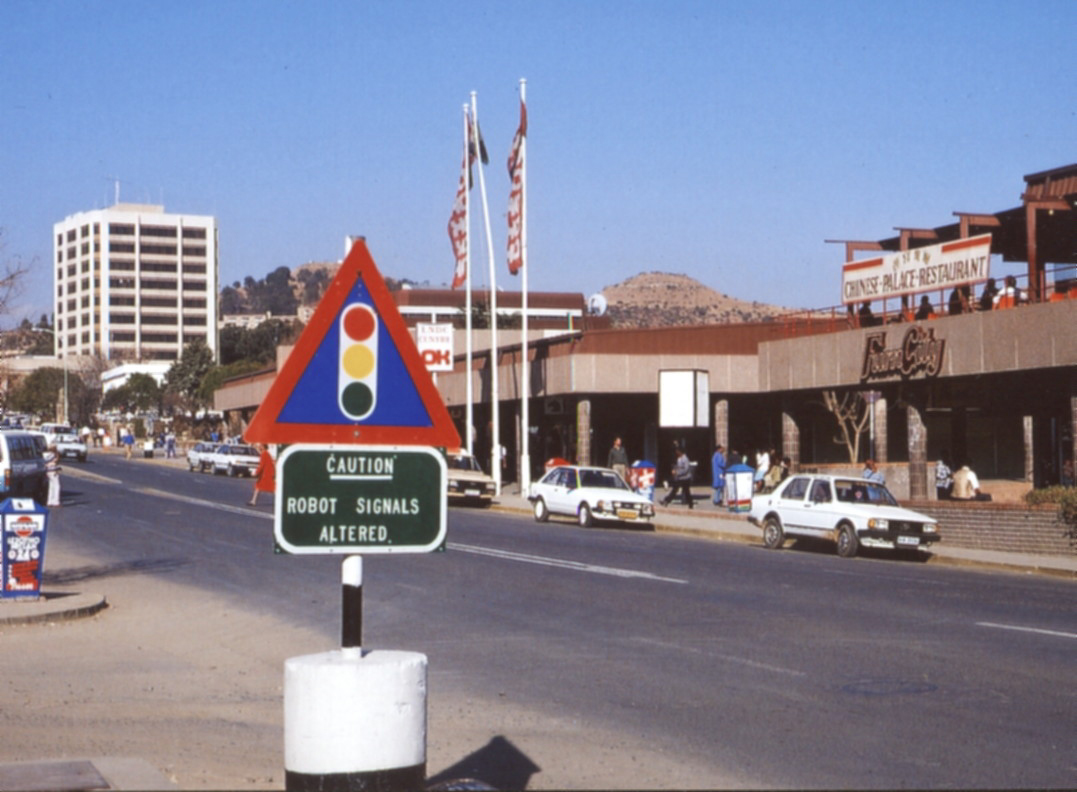
キングス通り（1991年6月撮影）
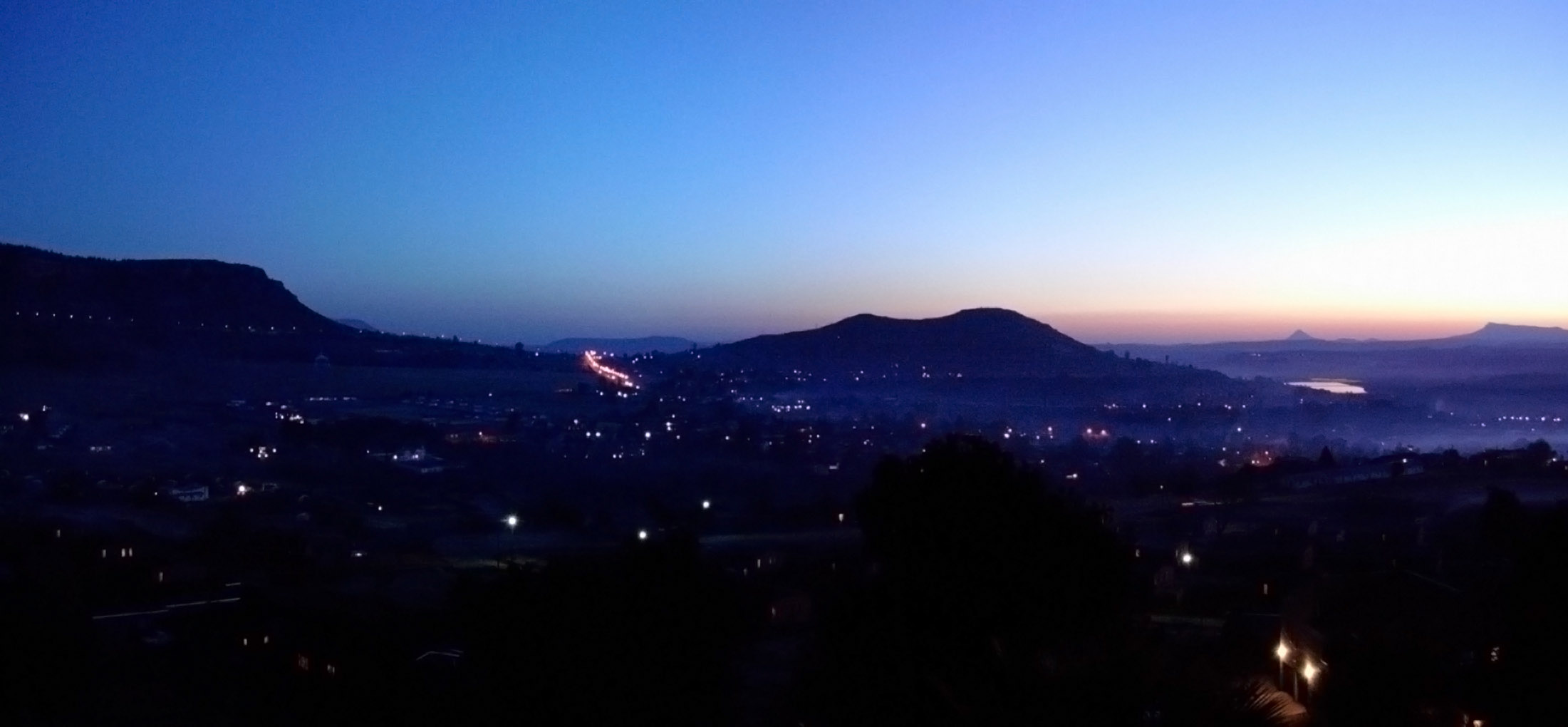
日没後のマセル市街（2007年4月14日撮影）
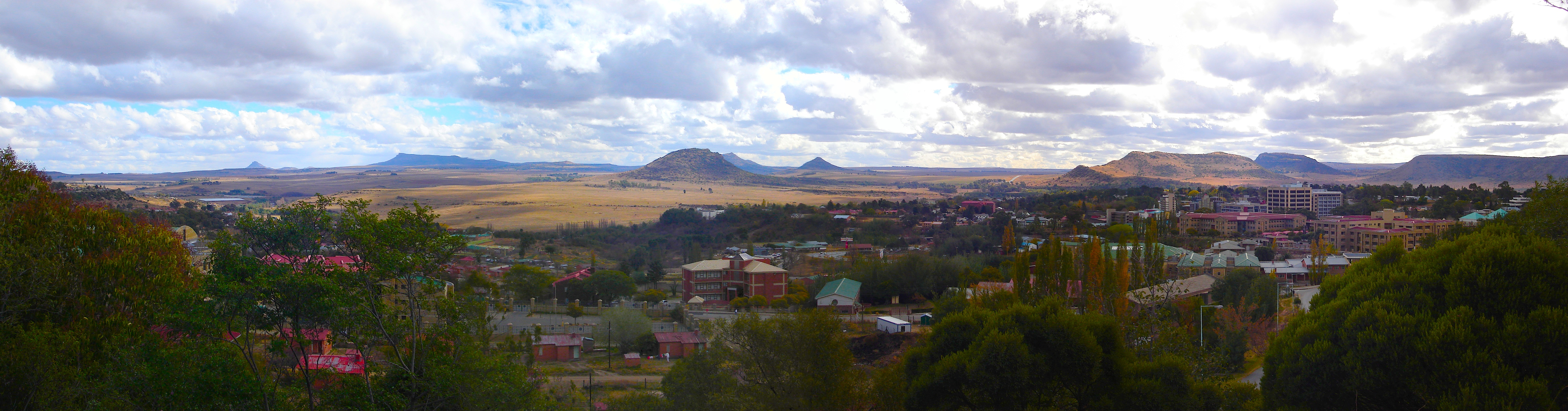
マセル市街（2007年11月4日）

## 経済
キングス通りを中心にビジネス街が出来ている。西側に大きなビル、銀行、百貨店があり、東側に小商売、マーケット、行商が集まる。イギリスからの独立と1998年の政情不安以降急速に経済が、とくに外資導入と観光業で成長した。2004年までは中国企業の投資により繊維業が伸びたが多国間協定終了後は縮小した。ローソク、カーペット、モヘアの工場もあるが南アフリカ企業の脅威にさらされている。

## 交通
国際空港（モショエショエ1世国際空港）

## 教育
レソト国立大学がある。

## 友好都市
- オースティン（アメリカ合衆国）